# Kjerag

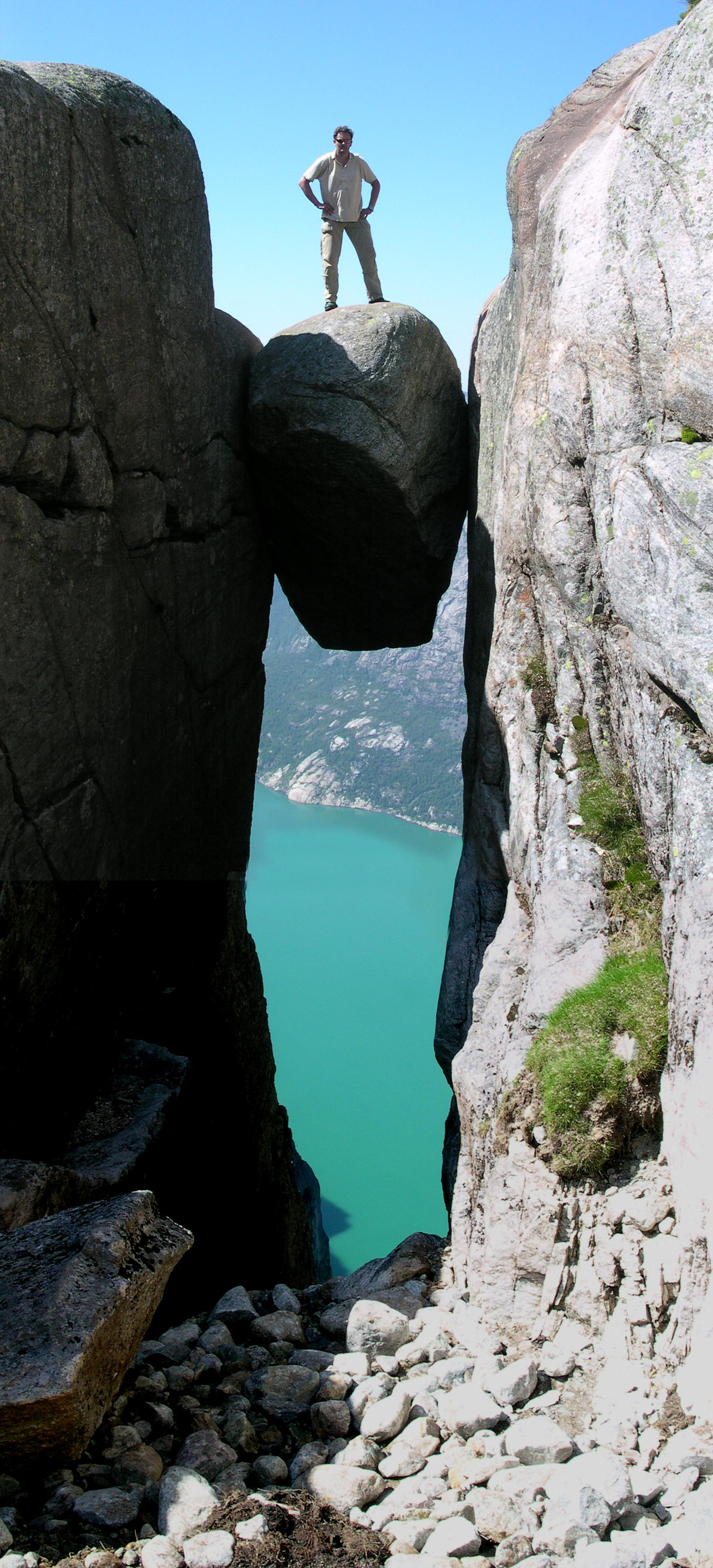
Kjeragbolten

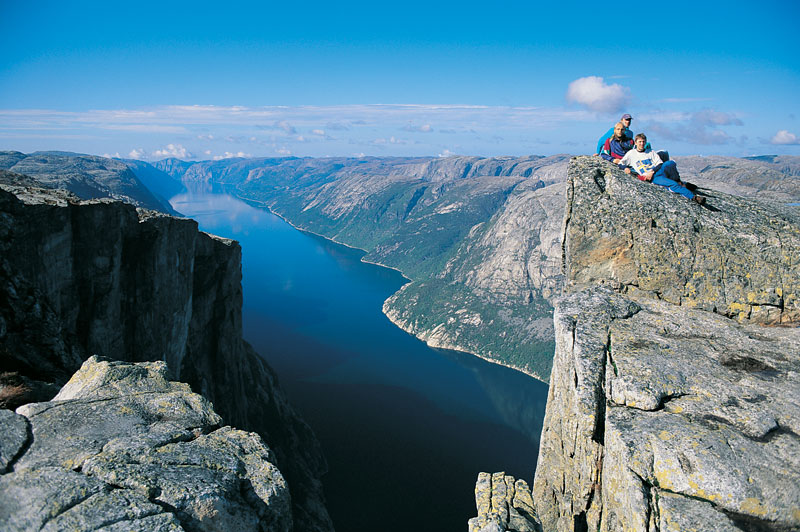
De Lysefjord vanaf Kjerag

Kjerag (ook Kiragg) is een bergplateau (hoogvlakte) in de gemeente Sandnes in het westen van Noorwegen. Kjerag ligt aan de Lysefjord, niet ver van Lysebotn en de Lysebotnvegen. 
Het hoogste punt is 1110 meter. In het westelijke deel ligt de Kjeragbolten, een 5 m³ grote kei die  in een brede rotsspleet zit geklemd en die 1000 meter boven de Lysefjord ligt. Volgens een plaatselijke legende is de kei een trol die versteend is toen het daglicht op hem viel. 
De Kjerag is een geliefde plek om te basejumpen vanaf de rots en te landen dicht bij Lysebotn. Even verderop ligt Kjeragfossen, een 715 meter hoge waterval.